# Palazzo Rocca (Alcamo)
Il Palazzo Rocca è un edificio civile che si trova ad Alcamo, nella provincia di Trapani.

## Storia
Questo imponente palazzo venne costruito nel 1629 dal nobile Salvatore Rocca e finito da Vincenzo Rocca; viene considerato uno fra i più importanti di Alcamo.
Oggi questo edificio è adibito in parte a canonica della Chiesa dei Santi Paolo e Bartolomeo, ad orfanotrofio, e in parte ad abitazione civile.

## Descrizione
La facciata, ancora integra, è in cocci di pietra rotta e presenta mensole e portali in pietra intagliata; a piano terra ci sono quattro negozi e altre tre porte, fra cui quella principale che ha un portale in calcarenite travertinoide molto solida. Sopra di esso c'è un frontone liscio, delle cornici e un timpano aperto che finisce con due volute.
Sopra il piano terra si trova un piano-ammezzato, con sei piccoli balconi aventi mensole in marmo e ringhiera in ferro battuto; al primo piano ci sono dei balconi con ballatoi e mensole in pietra.
Al secondo piano esiste una lunga balconata, pure con ballatoi e mensole in pietra, con ringhiera in ferro battuto. Infine, il prospetto è sormontato da un cornicione a dentelli.
Dal cancello che si trova sul lato nord dell'edificio si entra in un magnifico giardino di 1500 metri quadri circa; all'interno di esso ci sono palme, limoni, aranci, cedri del Libano e due fontane; una ha la forma ottagonale, con lo zampillatoio e una cupola in ferro al centro di essa. La seconda, invece, è rotonda con un piccolo zampillatoio e delle colonnine che sostengono una cupola in ferro.
Dall'entrata principale ci si immette in un ampio androne: a sinistra c'è un portoncino che conduce in un appartamento che ospita i locali della canonica della Chiesa dei Santi Paolo e Bartolomeo, un cancello che conduce alla sacrestia tramite un corridoio, e un portone che conduce all'Orfanotrofio Sant'Antonio, con locali disposti al primo e secondo piano.
Dal lato sud è possibile accedere ad un ammezzato di proprietà della famiglia Amodeo, e a un secondo piano appartenente alla famiglia Coraci. Sul lato sinistro dell'androne si apre una porta di un locale che era prima utilizzato come stalla, e un altro ingresso con arco che porta ad un appartamento di proprietà delle famiglie Carrubba-Amodeo, con otto camere e vari accessori.
I locali del palazzo sono stati sottoposti a diverse modifiche: si sono così perduti affreschi, antichi mattoni e portali in pietra.